# Žarko Čabarkapa
Žarko Čabarkapa (in montenegrino Жарко Чабаркапа; Zrenjanin, 21 maggio 1981) è un ex cestista e dirigente sportivo montenegrino.

## Carriera
Dopo aver giocato in Serbia e in Montenegro, Čabarkapa ha disputato tre stagioni in NBA, ma per via degli infortuni ha chiuso la sua carriera nel 2006 a soli 25 anni. Ritornerà sul parquet nel 2009 per 4 brevi apparizioni con il Budućnost.